# Луо
Луо (джолуо, дхолуо, кавірондо) — нілотський народ групи луо у південній Кенії (провінція Ньянза) і на півночі Танзанії.

## Чисельність і віросповідання
Чисельність — бл. 2,8 млн осіб (у Кенії 2,6 млн осіб). Інші дані — 3,185 млн осіб (1994 р.) або 14 % населення (1987 рік) у Кенії; 223 тис. осіб у Танзанії (1993 рік). Таким чином загалом понад 3,4 млн осіб.
У релігійному плані серед луо є як адепти традиційних культів, так і християни (переважно католики — близько третини), а також мусульмани. Писемність — 50-75 % населення (90-і роки XX століття).

## Історія
Походження луо пов'язують з міграціями скотарських народів з верхів'їв Нілу на початку 2-го тисячоліття н. е. у район Африканських Великих озер, а у XV—XVII століттях на територію сучасної Кенії.

## Економіка і культура
Від кочового скотарства луо перейшли до осілого землеробства (просо, маїс, банани, ананаси) та пасовищного скотарства. Має місце розподіл праці між жінками (землеробство і гончарство) та чоловіками (скотарство і ковальство). Також побутує риболовство.
Общинно-родова організація влади з поч. ХХ ст. знаходиться в стадії розкладу.
Традиційна віра в джок — дух, який притаманний усьому сущому на світі, але в кожному окремому разі є конкретним. Через довге співіснування з народами банту, запозичили в них багато елементів культури, зокрема, матеріальної.
У луо зберігається своєрідний фольклор.

## Відомі представники народу луо
- Барак Хусейн Обама I, батько 44-го Президента США Барака Обами.
- Отонде Одера, кухар прем'єр міністра та 2-ого Президента Уганди Мілтона Оботе, а також 3-ого президента Уганди Іді Аміна.[1]
- Лупіта Ніонго, кенійська акторка і кінорежисерка, феміністка, володарка премії «Оскар» за найкращу жіночу роль другого плану у фільмі «12 років рабства» (2013). Її батько, теж луо, колишній член кенійського парламенту і колишній міністр охорони здоров'я, з липня 2024 року обіймає посаду губернатора округу Кісуму, Кенія.[2]

## У популярній культурі
Народ луо, а також деякі його представники, зокрема Барак Хусейн Обама, Отонде Одера та інші згадуються у книжці польського журналіста Вітольда Шабловського Як нагодувати диктатора. Саддам Хуссейн, Іді Амін, Енвер Ходжа, Фідель Кастро і Пол Пот: історії, розказані кухарями.